# Punta de las Olas
La punta de las Olas, qui culmine à 3 022 mètres d'altitude, est le sommet le plus oriental du massif du Mont-Perdu.
C'est l'un des 3 000 les moins fréquentés des Pyrénées du fait de son isolement relatif et du voisinage immédiat de sommets plus importants.
L'ascension peut se réaliser, soit :
- depuis le refuge de Goriz situé dans le parc national d'Ordesa et du Mont-Perdu ;
- depuis la vallée de Pineta.